# Philesiaceae
Las filesiáceas (nombre científico Philesiaceae) son una familia de plantas monocotiledóneas distribuidas en el sur de Chile, son arbustos bastante leñosos o enredaderas, con hojas pecioladas, sus flores son grandes y péndulas, el fruto es una baya. La familia fue reconocida por sistemas de clasificación modernos como el sistema de clasificación APG III (2009) y el APWeb (2001 en adelante).

## Filogenia
Relacionadas con esta familia están Liliaceae (16 géneros, 600 especies, geófitas del Hemisferio Norte), Smilacaceae (monogenérica, 315 especies, casi cosmopolita), y Rhipogonaceae (1 género con 6 especies, del este de Australia), como avalado en Chase et al. 1995a, 2006, Conran 1998, Fay et al. 2006, Rudall et al. 2000a. No se conocen caracteres fuera de los del ADN que unan a todas estas familias. Smilacaceae, Philesiaceae, y Rhipogonaceae tienen un polen único espinoso (Rudall et al. 2000a), pero nunca formaron un clado en análisis moleculares. Rhipogonum es muchas veces ubicada como hermano de Philesia /Lapageria, por lo que podría ser combinado con ellos, y Smilax es en general hermano de Liliaceae (pero nunca con más de 80 % de apoyo). Fay et al. (2006: bajo apoyo), Givnish et al. (2006: alto apoyo), y Chase et al. (2006) encontraron a Philesiaceae y Rhipogonaceae como taxones hermanos, y a Smilacaceae como hermano de Liliaceae.

## Taxonomía

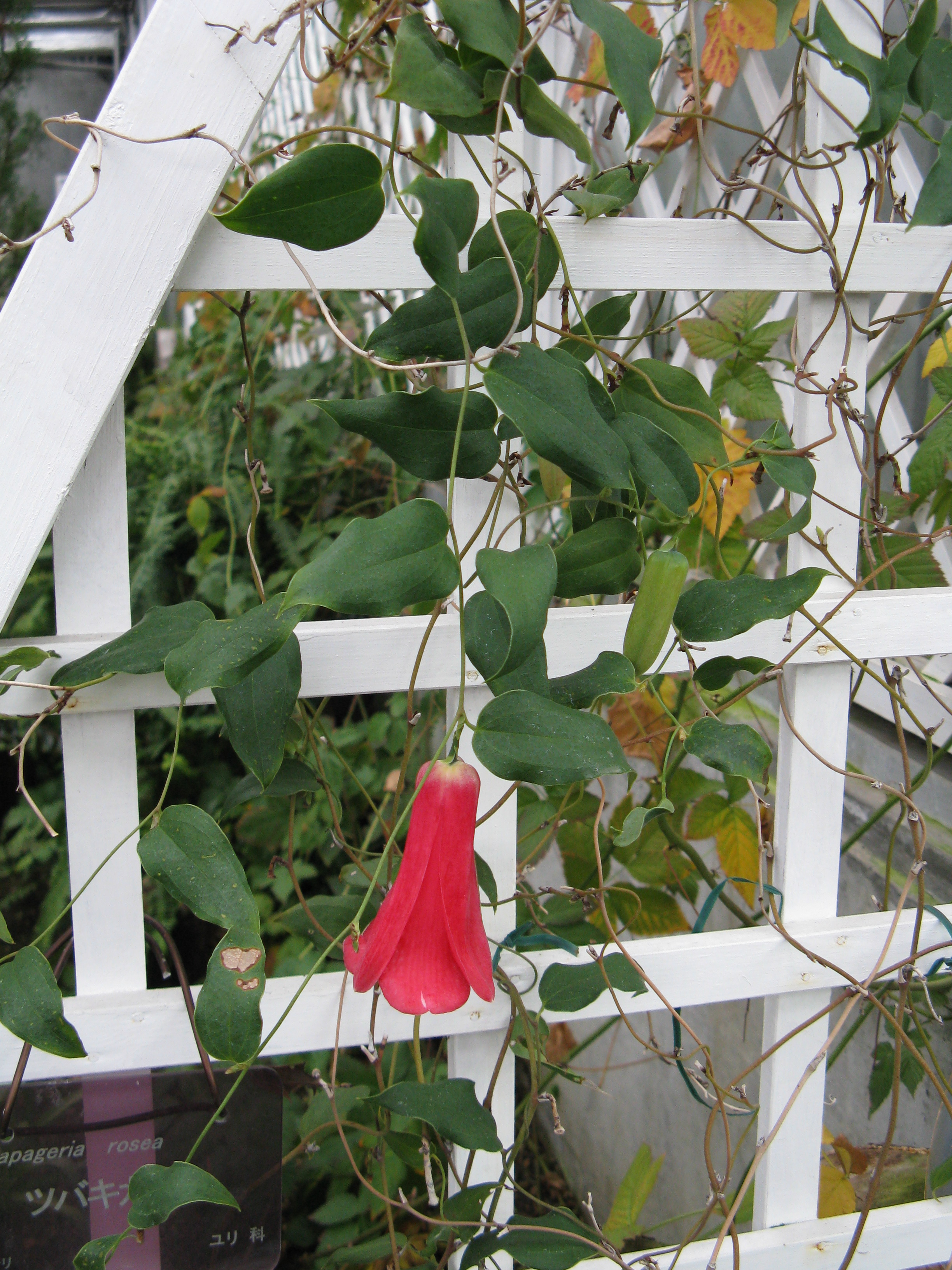
Hábito de Lapageria rosea.

La familia fue reconocida por el APG III (2009), el Linear APG III (2009) le asignó el número de familia 57. La familia ya había sido reconocida por el APG II (2003).
Los géneros, conjuntamente con su publicación válida, distribución especie de cada uno se listan a continuación (Royal Botanic Gardens, Kew):
- Lapageria Ruiz & Pav., Fl. Peruv. 3: 64 (1802). 1 especie:
  - Lapageria rosea Ruiz & Pav., Fl. Peruv. 3: 65 (1802). Centro y Centro-Sur Chile.
- Philesia Comm. ex Juss., Gen. Pl.: 41 (1789). 1 especie:
  - Philesia magellanica J.F.Gmel., Syst. Nat.: 1012 (1791). Chile a Sur de Argentina.

Además están incluidos en el listado de Kew, pero no en el APWeb, Behnia y Geitonoplesium.